# ادری لستری
ادری لستری (انگلیسی: Adrie Lasterie; ۱۶ december ۱۹۴۳ – ۲۲ مارس ۱۹۹۱ (۴۷ ساله)) ورزشکار ورزش شنا اهل پادشاهی هلند بود.
وی در مسابقات کشوری و بین‌المللی در مجموع برندهٔ ۳ مدال طلا، ۱ مدال نقره شده‌است.